# Chasselas

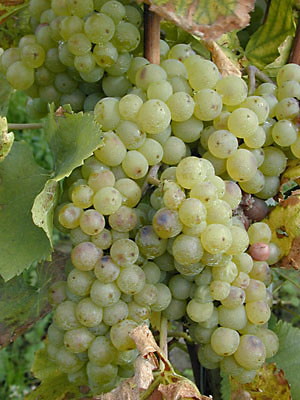
Chasselasdruvor.

Chasselas eller, i Tyskland, Gutedel är en vindruva som odlas främst i västra Schweiz, i Baden i Tyskland och i franska Savojen. 
Chasselas har ingen egen framträdande smak utan uttrycker närmast jordmånen och används ofta till neutralt smakande torra viner.
Chasselas-druvor används också som bordsdruvor.

## Synonymer
- Moster